# نارسيسو فيرنانديز
نارسيسو فيرنانديز (بالإنجليزية: Narciso Fernandes)‏ (20 سبتمبر 1978 في الولايات المتحدة - ) هو لاعب كرة قدم أمريكي في مركز الوسط. لعب مع سبورتينغ كانساس سيتي وبيتسبورغ ريفرهوندز وSeacoast United Phantoms ‏ وRhode Island Stingrays ‏.

## وصلات خارجية
- نارسيسو فيرنانديز على موقع الدوري الأمريكي (الإنجليزية)
- نارسيسو فيرنانديز على موقع قاعدة بيانات كرة القدم.إي يو (الإنجليزية)